# Głosy (film 2014)
Głosy (ang. The Voices) − amerykańsko-niemiecka czarna komedia z 2014 roku w reżyserii Marjane Satrapi.
Stanowi połączenie czarnej komedii, thrillera i horroru, opowiada historię obłąkanego młodego mężczyzny, który zostaje seryjnym mordercą i zaczyna rozmawiać na temat popełnionych zabójstw ze swoimi zwierzętami. W roli głównej wystąpił Ryan Reynolds, a na ekranie towarzyszą mu Gemma Arterton, Anna Kendrick i Jacki Weaver. 
Światowa premiera obrazu odbyła się 19 stycznia 2014 podczas Sundance Film Festival. 27 lutego 2015 roku film miał swoją premierę kinową w Polsce. Projekt zebrał pozytywne recenzje krytyków, którzy chwalili przede wszystkim grę aktorską Reynoldsa oraz humor filmu.

## Obsada
- Ryan Reynolds − Jerry Hickfang/głosy zwierząt
- Anna Kendrick − Lisa
- Gemma Arterton − Fiona
- Jacki Weaver − dr. Warren
- Sam Spruell − Dave
- Adi Shankar − Trendy John
- Ella Smith − Alison
- Stephanie Vogt − Tina

## Nagrody i wyróżnienia
- 2015, Gérardmer Film Festival:
  - nagroda jury (wyróżniona: Marjane Satrapi)[3]
  - nagroda publiczności (Marjane Satrapi)
- 2014, L'Etrange Festival, Paryż:
  - nagroda Canal+ Nouveau Genre (nagroda główna festiwalu)[4]
  - nagroda publiczności